# العلاقات الصينية الجنوب سودانية
العلاقات الصينية الجنوب سودانية هي العلاقات الثنائية التي تجمع بين الصين وجنوب السودان.

## مقارنة بين البلدين
هذه مقارنة عامة ومرجعية للدولتين:
| وجه المقارنة                                              | الصين                    | جنوب السودان                  |
| --------------------------------------------------------- | ------------------------ | ----------------------------- |
| المساحة (كم2)                                             | 9.60 مليون               | 619.75 ألف                    |
| عدد السكان (نسمة)                                         | 1.33 مليار               | 12.58 مليون                   |
| الكثافة السكانية (ن./كم²)                                 | 138.54                   | 20.3                          |
| العاصمة                                                   | بكين                     | جوبا                          |
| اللغة الرسمية                                             | اللغة الصينية القياسية   | لغة إنجليزية                  |
| العملة                                                    | رنمينبي                  | جنيه جنوب سوداني، جنيه سوداني |
| الناتج المحلي الإجمالي (بليون دولار)                      | 12.24 تريليون            | 2.90 مليار                    |
| الناتج المحلي الإجمالي (تعادل القوة الشرائية) بليون دولار | 19.82 تريليون            | 22.88 مليار                   |
| الناتج المحلي الإجمالي الاسمي للفرد دولار أمريكي          | 8.03 ألف                 | 73                            |
| الناتج المحلي الإجمالي للفرد دولار أمريكي                 | 13.21 ألف                | 2.02 ألف                      |
| مؤشر التنمية البشرية                                      | 0.728                    | 0.467                         |
| رمز المكالمات الدولي                                      | +86                      | +211                          |
| رمز الإنترنت                                              | .cn، .中国 ‏، .中國 ‏      | .ss                           |
| المنطقة الزمنية                                           | توقيت الصين، ت ع م+08:00 | ت ع م+03:00                   |

## منظمات دولية مشتركة
يشترك البلدان في عضوية مجموعة من المنظمات الدولية، منها:
| علم المنظمة | اسم المنظمة                               | تاريخ انضمام الصين | تاريخ انضمام جنوب السودان |
| ----------- | ----------------------------------------- | ------------------ | ------------------------- |
|             | مؤسسة التنمية الدولية                     | 24 سبتمبر 1960     | 18 أبريل 2012             |
|             | يونسكو                                    | 4 نوفمبر 1946      | 27 أكتوبر 2011            |
|             | وكالة ضمان الاستثمار متعدد الأطراف        | 30 أبريل 1988      | 18 أبريل 2012             |
|             | الأمم المتحدة                             | 25 أكتوبر 1971     | 14 يوليو 2011             |
|             | الاتحاد البريدي العالمي                   | ?                  | ?                         |
|             | البنك الدولي للإنشاء والتعمير             | 27 ديسمبر 1945     | 18 أبريل 2012             |
|             | الاتحاد الدولي للاتصالات                  | 1 سبتمبر 1920      | 3 أكتوبر 2011             |
|             | مؤسسة التمويل الدولية                     | 15 يناير 1969      | 18 أبريل 2012             |
|             | المركز الدولي لتسوية المنازعات الاستشارية | 6 فبراير 1993      | 18 مايو 2012              |
|             | منظمة الشرطة الجنائية الدولية             | ?                  | ?                         |
|             | البنك الإفريقي للتنمية                    | ?                  | ?                         |

## وصلات خارجية
- موقع وزارة الخارجية الصينية
- موقع وزارة الخارجية الجنوب سودانية